# Trichilia mexicoensis
Trichilia mexicoensis är en tvåhjärtbladig växtart som beskrevs av P.T. Li & X.M. Chen. Trichilia mexicoensis ingår i släktet Trichilia och familjen Meliaceae. Inga underarter finns listade i Catalogue of Life.